# Hugh Sutherland
Hugh Robert Sutherland (* 2. Februar 1907 in Winnipeg, Manitoba; † 9. September 1990 ebenda) war ein kanadischer Eishockeyspieler. Bei den Olympischen Winterspielen 1932 gewann er als Mitglied der kanadischen Nationalmannschaft die Goldmedaille.

## Karriere
Hugh Sutherland begann seine Karriere als Eishockeyspieler im Juniorenbereich bei den Millionaires, für die er von 1922 bis 1927 aktiv war. Anschließend lief er für Winnipeg Grain Exchange im Seniorenbereich auf, ehe er sich 1929 dem Winnipeg Hockey Club anschloss. In der Saison 1930/31 gewann er mit dem Winnipeg Hockey Club den Allan Cup, den kanadischen Amateurmeistertitel. Bei den Winterspielen 1932 vertrat er Kanada mit dem Winnipeg Hockey Club. Im Anschluss an das Turnier spielte er drei Jahre lang für die Selkirk Fishermen sowie unter anderem ein Jahr für die Winnipeg Brokers, ehe er seine Karriere 1937 beendete. Im Jahr 2004 wurde er in die Manitoba Sports Hall of Fame aufgenommen.

### International
Für Kanada nahm Sutherland an den Olympischen Winterspielen 1932 in Lake Placid teil, bei denen er mit seiner Mannschaft die Goldmedaille gewann.

## Erfolge und Auszeichnungen
- 1931 Allan-Cup-Gewinn mit dem Winnipeg Hockey Club
- 1932 Goldmedaille bei den Olympischen Winterspielen
- 2004 Manitoba Sports Hall of Fame